# Улица Урицкого (Серпухов)
У́лица Ури́цкого — улица в городе Серпухове Московской области. Находится в исторической части города, на территории древнего посада. Прежнее название — Спасская.
Улица Урицкого берёт начало от Ситценабивной улицы на юго-западе, пересекается с 1-й Московской улицей и заканчивается на пересечении с 1-м переулком Возрождения. Длина — около 500 метров.
Ранее начиналась на Спасской горе у слияния рек Нара и Мешалка. В настоящее время часть территории посада, включая исторический участок Спасской улицы, занята холдингом «Серпуховский текстиль».

## Транспорт
По улице Урицкого движение общественного транспорта не осуществляется. Интенсивность автомобильного движения слабая.

## Здания и объекты
- Урицкого, 8/42. Здание представительства Современного гуманитарного университета на пересечении с 1-й Московской улицей. Изначально — Александровская мужская гимназия, открытая в 1874 году усилиями земства: первоначально — прогимназия, с 1897 года — полноценная гимназия с восьмилетним курсом обучения. В советское время — школа № 14.[1] В настоящий момент здание заброшено, в 2021 году там произошёл пожар[2].
- Урицкого, 4-а. Здание, где в 1905 году находилась подпольная типография и печатались большевистские листовки. Историческиq памятник, местная категория охраны (М-49/3).[3][4]
- Урицкого, 4. Корпус парусиновой мануфактуры (вторая половина XVIII века). Исторический памятник, федеральная категория охраны (Ф-176).[3][4]